# Rabeirón
Rabeirón (oficialmente y en asturiano: El Rabeirón) es una aldea perteneciente a la parroquia de Mohías, en el concejo de Coaña, comarca de Eo-Navia, Principado de Asturias, España.